# Наденька из Апалёва
«Наденька из Апалёва» — повесть Виктора Курочкина. Неоднократно переиздавалась.
Композитором Борисом Кравченко по повести был написан мюзикл для радиопостановки. По словам самого композитора перевести повесть в музыку было делом несложным:

А я ничего не сочинял, я просто услышал…Повесть вся звучит…Это же песнь о любви, — Борис Кравченко (по воспоминаниям Г. Е. Нестеровой Курочкиной)
Сочинённая композитором музыка также понравилась и писателю.

## Содержание
Конец 1950-х годов. Северо-западная Россия. На берегу реки Итомли стоит село Апалёво. Здесь со своими 70-летними бабушкой и дедушкой живёт беспокойная брюнетка Наденька Кольцова. Ей идёт 25-й год, но женихи обходят её стороной — в детстве налетела она на стоячую косу и остался с тех пор шрам от виска до шеи. Наденька работает в колхозе киномехаником и завклубом. Все свои силы отдаёт она общественной работе, а на себя не обращает внимания. За глаза её называют халдой.
Рассказчик (автор) приезжает в Апалёво ранней весной поохотиться на глухарей. Наденька ведёт его на болото, но в последний момент спугивает глухаря:

— Пожалуйста, не сердитесь. Он пел песню любви…
В колхозе работает 30-летний шофёр Околошеев. Все зовут его просто Около. Когда-то он приехал из города, остался и теперь живёт снимая углы. Иногда он заходит и в дом Кольцовых.
Однажды в июле Наденька уронила в реку мешок с коробками киноленты. Вытаскивать собралось всё село. Полдня нырял Около и наконец вытащил все коробки до одной. После кино были танцы. Внезапно появляется новая девушка. Весь вечер Около танцует только с ней. Наденька исчезает, а потом появляется в нелепом наряде.
Кончается лето. Зинка Рябова пускает по селу слух, что Около «обстругал Надьку». Теперь кличку «халда» заменила новая — «обструганная вековуха». Наденька тяжело переживает сплетню.
В клубе идёт лекция «о любви и дружбе». После лекции муж Зинки Рябовой пытается прилюдно стыдить Наденьку. Вступается Около и выясняется, что в сарае, где Около «воспитывал замужнюю молодёжь», была не Наденька, а сама Зинка Рябова. Наденька и смеётся, и плачет — всё же «удар по комсомольской организации».
Сентябрьским утром Рассказчик покидает Апалёво. Напоследок Около откровенно высказывается о его творчестве: «Плохо вы вообще разбираетесь в жизни». Наденька провожает Рассказчика до станции и даёт ему на прощание пачку газет. В одной из них — написанная Наденькой «похвальная статейка» о Рассказчике.
Когда Рассказчик в следующий раз приезжает в Апалёво, Наденька и Около уже поженились, живут в старом доме Кольцовых и собираются строить новый.

«Молодые жили безалаберно, но весело, ели что попадает под руку, зато с аппетитом, часто ссорились, но тут же мирились.»

Наденька «вся сияла, залитая мягким, тёплым светом».

«Она была безмерно счастлива…»

## Художественные особенности
По словам Глеба Горышина, написавшего предисловие к сборнику Курочкина «Повести и рассказы» (1978 год), в его произведениях, где рассказ ведётся от первого лица, фигура-писателя-рассказчика имеет всегда уничижительный характер, а местами и вовсе напоминает шарж. Однако Г. Е. Нестерова-Курочкина, в свою очередь, отмечает, что лирическое «я», от которого ведётся повествование в повести выступает в трёх значениях: автор, рассказчик и действующее лицо.